# 上条螘司
上条 螘司（かみじょう ありじ、万延元年7月7日（1860年8月23日） - 大正5年（1916年）11月25日）は自由民権家、教員。

## 年譜
- 1860年（万延元年）7月7日 - 信濃国筑摩郡今井村（現松本市今井）の農家藤本家の二男として生まれる。幼名は蟻吉。
- 1878年（明治11年）11月 - 長野師範学校松本支校を退学。
- 1879年（明治12年）3月 - 今井村上条家の養子になる[1]
- 1879年（明治12年）6月 - 埴原学校（現松本市中山）の二等準訓導として勤務
- 1880年（明治13年） - 奨匡社代表の1人として上京し国会開設請願運動をするため埴原学校を退職
- 1881年（明治14年）5月 - 今井学校（現松本市今井）の首席訓導として勤務（ - 1886年3月）
- 1886年（明治19年）4月 - 神戸（ごうど）学校上今井支校の七等訓導として勤務（ - 1887年2月）
- 1887年（明治20年）4月 - 神戸学校上今井支校の雇教員として勤務（ - 1887年12月）
- 1890年（明治23年）4月 - 神戸学校上今井支校の雇教員、訓導、校長として勤務。途中、 神戸学校上今井支校は今井尋常小学校となる（ - 1904年7月）
- 1905年（明治38年）3月 - 生坂尋常小学校（現東筑摩郡生坂村）の訓導兼校長として勤務
- 1907年（明治40年）3月31日 - 笹賀尋常高等小学校（現松本市笹賀）の訓導兼校長として勤務（ - 1913年）
- 1915年（大正4年） - 笹賀村収入役となる
- 1916年（大正5年） - 笹賀村助役となる
- 1916年（大正6年）11月25日 - 役場からの帰路、脳溢血により死去、享年57[2]

## 松本の自由民権運動
1874年（明治7年）の民撰議院設立建白書で高まり始めた自由民権運動・国会開設要求は、長野県にも波及した。上条螘司は、1879年（明治12年）11月20日、松沢求策・市川量造・三上忠貞とともに、運動を進めるために、結社を設立しそれを人々の結集の軸にしようと相談をした。これが、奨匡社設立への第一歩となった。1880年1月には規則・檄文が起草され、2月1日に親睦会が開かれて奨匡社が発足した。4月11日には松本南深志町の寺に745名の参会者を集めて大会が行われた。
1880年5月21日、上条と松沢求策は、長野県2万1535人の総代として「国会開設ヲ上願スルノ書」を持って松本を出発した。2人は5月から7月にかけて、太政官に対して15回にのぼる波状的なねばり強い請願を続け、元老院にも4回の請願を行った。7月9日には岩倉具視に会い、人民に請願権があることを力説した。この請願運動は成功しなかったが、2人の動向は新聞で報道され、国会開設の世論を盛り上げた。

## 弾圧
明治政府は、民権運動を弾圧するため、1880年に集会条例を定めて、政治集会に教員や生徒が参加することを禁止した。これは教員の政治活動に対する大打撃であった。長野県は、政府のつくった「小学校教員心得」を、1881年7月に全教員に配布して政治活動禁止を徹底しようとし、さらに1882年9月には長野県師範学校の制度を改定して校長の権限を強めた。この他、政談演説のための学校使用禁止、生徒の取締りの強化などを進め、一方、忠君愛国の教育を促進するように、わざわざ宮内省に「幼学綱要」の下付を要請し全校に配布した。
このような弾圧を受けて、民権運動に参加していた教員は次々と手を引かざるを得なかったが、上条もまた同様だった。上条は亡くなる2年前の1914年に、『松沢求策伝』に跋を書いているが、そこに「教員になって国事を語らなくなったことは、自分本来の考えと違うことで、大変に恥ずかしく万死に価する」とある。このような弾圧に負けてのことであるが、渦中にいた彼らが弾圧と自分の転向との関連をどのように認識していたか、今ではわからない。